# 陳俊宏 (消防)
陳俊宏（1971年2月20日—1995年3月15日），臺灣雲林縣北港鎮人，消防人員，1995年在臺中市南區救火時殉身，於事發地不遠處的半平厝公園立銅像紀念。

## 殉身
陳俊宏服完兵役後，受大他四歲的兄長、消防員陳俊欽影響，考進警察學校當消防隊員。陳俊宏為警察學校警員班一三一期，1991年以優異成績分發到台中市警局消防隊服務任職四年期間，深入火場救災不下百餘次，其中以中英育樂大樓、合作暨觀光大樓、衛爾康餐廳大火等重大火災搶救工作均身先士卒，榮獲多項表揚。母親紀金鳳回憶，每次一見到面，難免會提醒他消防工作的危險性，尤其衛爾康西餐廳火警後，家人更關心他救災時的安全，但兒子總是很自豪地說他以救人為榮。
台中市消防三分隊長蘇國義回憶，隊員陳俊宏做事一向積極認真，而且有一名要好女友，聽說他正準備到女方家提親，預定1995年底結婚。1995年3月14日，因陳俊宏準備買結婚房，便和雙親、兩位兄長去看房子。
次日15日上午11時許，在南區忠明南路附近擺設檳榔攤的林姓男子，發現停業的夏威夷按摩中心一樓鐵捲門不斷冒煙，立刻打電話報案，並且通知附近商家、住戶逃避。夏威夷按摩院是從事色情泰國浴，於1993年12月24日被台中市府註銷其原先營業登記，由四旬的黃澄龍在1994年5月頂下該店營業後，因警方常來臨檢，生意奇差。2月21日，黃澄龍被剛出獄不久的新員工許旭鵬以十多刀殺死在店內廁所，劫走十多萬錢財。命案發生後，該店不再營業，但黃澄龍父親黃盾有時會在該店加蓋的頂樓內休息。11時20分，台中市警局消防隊勤工小隊首先出動兩輛消防車，由陳俊宏、廖謀宗等人先趕到場。陳俊宏路上恰好經過女友工作的中油加油站，兩人就揮手打招呼。
夏威夷按摩院火勢雖然不大，但由於該店外頭全部被廣告物封閉，加上內部通道狹窄，火場工作相當困難及危險。陳俊宏及數名警消、義消，從該店及隔壁住家三樓進入火場搜尋是否有人被困。義消大隊長林仁德表示，當陳俊宏搜尋完離開火場時，忽聽到有圍觀民眾高喊還有人被困在裡面，便冒險又揹著氧氣瓶衝回搜尋。這因為鄰居誤以為黃澄龍父親黃盾還在裡頭。長時間搜救後，陳俊宏發現其所配帶之空氣瓶供氣信號顯示不足，他示意同僚先行離開火場，並保護同僚退出火場，自己繼續找人。11時50分左右，部份警消、義消走出火場，傳出陳俊宏還困在三樓的消息，於是消防隊立刻呼叫雲梯車、工程車、十餘輛消防車及五輛救護車趕到現場支援及待命，由工程車先以怪手將按摩院二、三樓鐵窗、招牌拆除，部份消防隊員則繞到隔壁的忠明南路642號三樓，將與夏威夷按摩院相隔的浪板拆開一個大洞，進入火場搜尋陳俊宏。
近下午1點，消防隊員終於發現陳俊宏倒在三樓後方一間包廂前走道上，1時10分以雲梯車將兩名帶著醫療用具的護士送上三樓，為陳俊宏急救。1時26分，陳俊宏被送進救護車內，並由警車開道，火速送至中山醫學大學附設醫院，急救至下午4時57分，被宣告死亡。
陳俊欽回憶說，那時他準備打電話告訴祖父母這個噩耗，但拿著電話卡在公共電話旁邊徘徊許久，卻沒有勇氣去按鍵。

## 紀念

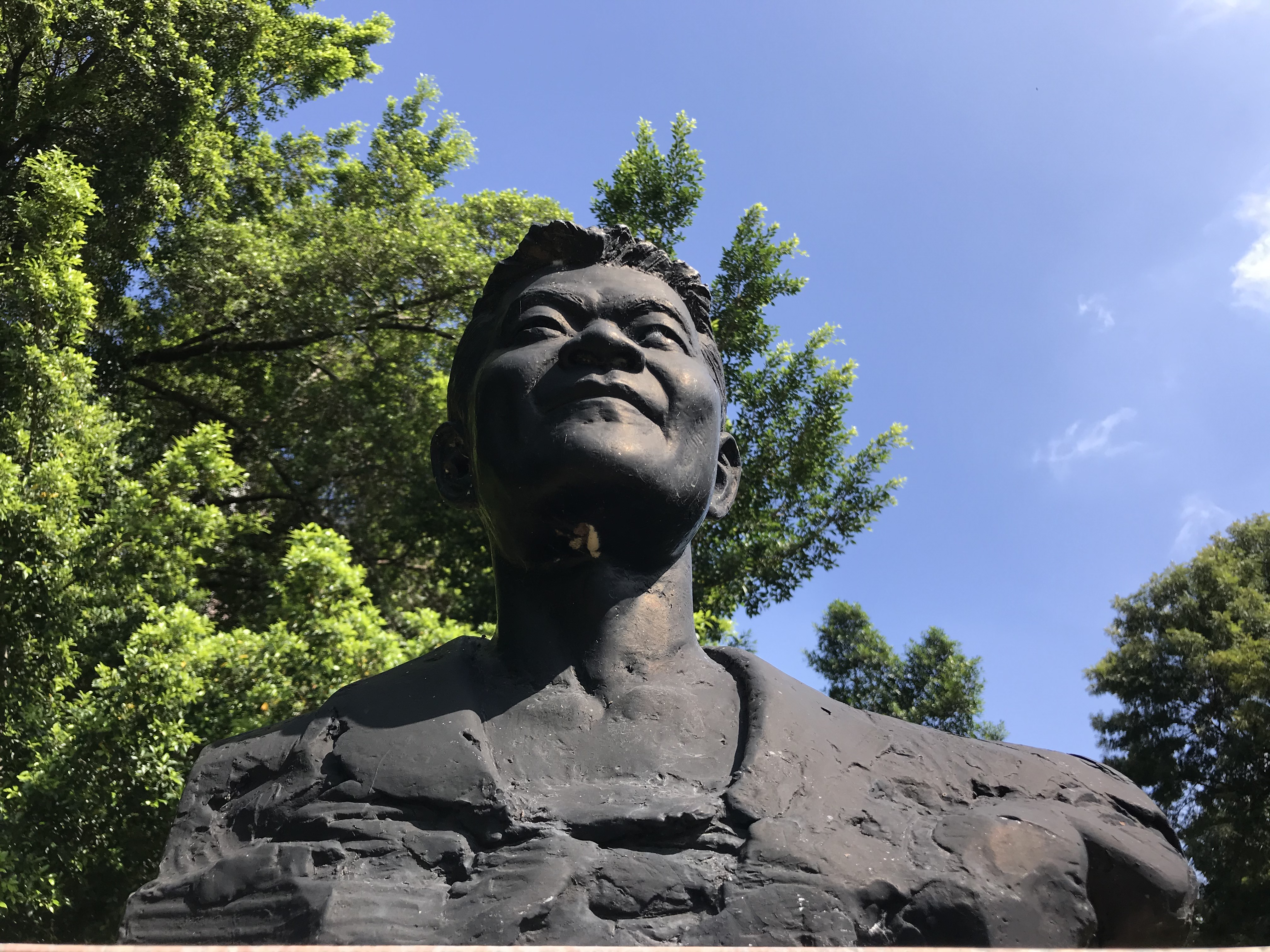
銅像近照

消防隊在台灣銀行台中分行及中區郵政管理局設立捐款專戶，至1995年4月6日時報導時已獲新臺幣五百萬元。撫恤金、警察安全基金、公保給付、公教互助金、警察執勤特別給付則有六百五十餘萬元。4月11日，送葬車隊返回陳俊宏的家鄉北港鎮時，北港警方和本地的民防、義消出動車隊參加送葬隊伍，北港各界人士亦列隊向陳俊宏致上最敬禮，之後骨灰送到嘉義市普照寺供祀。
台中市議會通過為陳俊宏塑銅像，由時任國大代表的李明憲塑造銅像，完工後並請省長宋楚瑜及市長林柏榕題字與誌銘。1996年6月18日銅像於夏威夷按摩院不遠的崇倫公園（2018年已改名「半平厝公園」）揭幕時，由台中市代理市長林學正主持，觀禮者包括台中市義消大隊長林仁德、市議員林張久美、張宏年及台中市警局副局長張榮銘、消防隊長吳青芳及一百餘名警義消。逢1月19日消防節，台中市消防隊會去南區崇倫公園的陳俊宏銅像、北區英才公園的郭寬雄銅像獻花行禮。
1998年4月，時任警政署長的丁原進積極向內政部爭取因公殉職員警入祀忠烈祠機會，經內政部修改入祀規定後，加上上任不久的內政部長黃主文於新年期間慰問警察遺族受遺眷請求，於是1999年3月29日，陳俊宏等三十七名殉職警消入祀。臺中市忠烈祠入祀的消防、義消人員有陳俊宏、傅家森、郭寬雄、李啟榮等。
住在崇倫公園附近的作家石德華，2012年一天看到陳俊宏銅像，便感嘆有些人靈魂深處天生纏繞一股英雄氣，撰文投稿到《人間福報》。2014年，她出書《約今生》，收錄此文〈塑像〉。